# Duggi
Duggi, también conocido por los vecinos como El Monturrio, es un barrio de la ciudad de Santa Cruz de Tenerife (Canarias, España), perteneciente administrativamente al distrito de Centro-Ifara.
Su nombre proviene de Luis Duggi, dueño de la finca donde se construyó el barrio.
El barrio posee monumentos como la parroquia de María Auxiliadora, declarada Bien de Interés Cultural.

## Características
El barrio de Duggi forma un pentágono irregular que queda delimitado de la siguiente manera: desde la Glorieta de La Paz, en la confluencia entre la Rambla de Santa Cruz y la avenida de La Asunción, sigue el eje de la Rambla de Pulido hacia el este hasta la calle de Galcerán, separándose de los barrios de Zona Rambla y Los Hoteles. Desde la calle de Galcerán sigue en dirección sur hasta el puente del mismo nombre, dividiéndose de Zona Centro. En el puente, el límite con el barrio de La Salle es el cauce del barranco de Santos dirección oeste hasta el puente de la avenida de La Asunción, vía que toma en dirección nordeste hasta el punto de partida en la Glorieta de La Paz.
Barrio populoso, colindante con el centro neurálgico de la ciudad (eje La Paz, plaza Weyler y calle del Castillo).
Está a una altitud media de 50 m s. n. m. y posee una extensión de 0,17 km².
El barrio cuenta con una iglesia dedicada a María Auxiliadora, varias plazas públicas (Duggi y Pedro Schwartz o plaza Militar), el colegio CEIP San Fernando, un parque infantil, una cancha deportiva, varias sucursales bancarias, farmacias y otros comercios.
Aquí se encuentran también el Centro Sociosanitario Santa Cruz, el pabellón municipal Ana Bautista y el polideportivo del Barranco de Santos, el teatro Cine Víctor y el antiguo parque de artillería, sede del Cuartel General del Mando de Canarias.

## Historia
El barrio de Duggi se constituyó entre 1903 y 1906, siendo el tercer barrio de la ciudad en constituirse con residentes habituales después de El Toscal y Los Llanos. El barrio fue iniciativa particular de Luis Duggi, exalcalde de Santa Cruz, dedicado a la trata de negros y propietario de la mayor parte de la finca sobre la que se asentaría el barrio, que cedió a la ciudad en 1874 para su ensanche. El barrio tuvo un nuevo empuje en su parte occidental, en la que un particular, Juan Sitjá y Capmany, construyó cincuenta casas en los solares comprendidos entre la calle de Castro y la avenida de La Asunción, por lo que en 1903 estaba prácticamente terminado.
En su origen fue un barrio eminentemente obrero y poblado con casas terreras. En la década de 1930 se construye el conjunto formado por la plaza de Duggi y el colegio San Fernando, auténtico centro neurálgico del barrio.
En este barrio, al igual que en los barrios de El Toscal, El Cabo y Los Llanos, abundaban antiguamente las ciudadelas, viviendas comunitarias con un gran patio central rodeada de habitaciones en las que vivía una familia compartiendo con el resto de vecinos de la ciudadela la cocina y el retrete.
A finales del siglo xx la actividad económica del barrio se torna eminentemente comercial, basada en los comercios de sus arterias principales, Rambla de Pulido y calle de Ramón y Cajal.

## Demografía
| Año        | 2005  | 2006  | 2007  | 2008  | 2009  | 2010  | 2016  |
| ---------- | ----- | ----- | ----- | ----- | ----- | ----- | ----- |
| Habitantes | 4 634 | 6 339 | 6 294 | 6 324 | 6 273 | 6 401 | 5 530 |

## Fiestas
Este barrio celebra fiestas en honor a su patrona la Virgen María Auxiliadora en el mes de mayo. El día principal es el 24, cuando la imagen de la Virgen es sacada en procesión por las calles del barrio.

## Transporte público
En el barrio se encuentra la parada de la línea 1 del Tranvía de Tenerife denominada La Paz.
| Línea | Origen      | Destino    |
| ----- | ----------- | ---------- |
|       | La Trinidad | Santa Cruz |

En Guaguas queda conectado mediante las siguientes líneas de Titsa:
| Línea | Trayecto                                                                           | Recorrido                                                                                                   |
| ----- | ---------------------------------------------------------------------------------- | --- |
| 014   | Santa Cruz - La Laguna (por barrio La Salud y finca España)                        | Recorrido                                                                                                   |
| 026   | Santa Cruz - La Laguna (por barrio La Salud y finca España)                        | Recorrido                                                                                                   |
| 228   | Santa Cruz - Los Campitos (por La Cuesta)                                          | Recorrido (enlace roto disponible en Internet Archive; véase el historial, la primera versión y la última). |
| 901   | Intercambiador - B. La Salud - Cuesta Piedra (por vía Bco. de Santos)              | Recorrido                                                                                                   |
| 902   | Intercambiador - Plaza Los Patos - Barrio Nuevo                                    | Recorrido                                                                                                   |
| 903   | Bº La Alegría - Muelle Norte - Ramblas - Chamberí - Cementerio - Moraditas de Taco | Recorrido                                                                                                   |
| 904   | Plaza Weyler - Puente Zurita - Bº La Salud - Vuelta Los Pájaros                    | Recorrido                                                                                                   |
| 905   | Muelle Norte - Barrio de Ofra                                                      | Recorrido                                                                                                   |
| 906   | Intercambiador - Barrio La Salud (Cuesta Piedra)                                   | Recorrido                                                                                                   |
| 911   | Muelle Norte - Ramblas - Cruz del Señor - Barrio de La Salud - Cuesta Piedra       | Recorrido                                                                                                   |
| 912   | Intercambiador - Ifara - Los Campitos                                              | Recorrido                                                                                                   |
| 921   | Intercambiador - Avenida Reyes Católicos - Intercambiador                          | Recorrido                                                                                                   |
| 934   | Intercambiador - Taco - Santa María del Mar - Añaza - Intercambiador               | Recorrido                                                                                                   |

## Lugares de interés
- Parroquia de María Auxiliadora (BIC)
- Antiguo parque de artillería (Cuartel General del Mando de Canarias)
- Plaza de Duggi
- Plaza de Pedro Schwartz (plaza Militar)
- Calle de Ramón y Cajal
- Rambla de Pulido
- Avenida de La Asunción
- Pabellón municipal Ana Bautista
- Polideportivo de Barranco de Santos
- Teatro Cine Víctor
- Centro Sociosanitario Santa Cruz